# Logique modale
 (avril 2015).
 (avril 2015).
En logique mathématique, une logique modale est un type de logique formelle qui étend la logique propositionnelle, la logique du premier ordre ou la logique d'ordre supérieur avec des modalités. Une modalité spécifie les conditions de vérité d'une proposition. Par exemple, une proposition comme « il pleut » peut être précédée d'une modalité :
- Il est nécessaire qu'il pleuve ;[
- Demain, il pleut ;
- Christophe Colomb croit qu'il pleut ;
- Il est démontré qu'il pleut ;
- Il est obligatoire qu'il pleuve.

Il existe toutes sortes de logiques modales comme les logiques temporelles, la logique épistémique (logique de connaissance). En informatique, la logique modale est utilisée pour son expressivité et les aspects algorithmiques. Par exemple, la logique temporelle est utilisée pour spécifier des programmes puis les vérifier.

## Logique modale aléthique

Le carré modal : relations entre les modalités de la logique aristotélicienne.

En logique modale aléthique (ou aristotélicienne, ou classique), on dégage essentiellement quatre modalités :
- nécessaire (ce qui ne peut pas ne pas être vrai), noté {\displaystyle \Box } ;
- contingent (ce qui peut être faux), noté {\displaystyle \neg \Box } ;
- possible (ce qui peut être vrai), noté {\displaystyle \Diamond } ;
- impossible (ce qui ne peut pas ne pas être faux), noté {\displaystyle \neg \Diamond }.

Ces 4 modalités sont liées, il suffit d'une pour définir les trois autres.
L'interprétation intuitive (non partagée par l'ensemble de la communauté philosophico-logicienne) est la suivante :
- Nécessaire ≡ impossible pas ({\displaystyle \neg \Diamond \neg } ≡ {\displaystyle \square }) ;
- Contingent ≡ possible pas ≡ non nécessaire   ( {\displaystyle \Diamond \neg } ≡ {\displaystyle \neg \square }) ;
- Possible ≡ non impossible ({\displaystyle \Diamond } ≡ {\displaystyle \neg \square \neg }).
- Impossible = non possible ({\displaystyle \neg \Diamond } ≡ {\displaystyle \square \neg }).

On distingue donc deux connecteurs unaires duaux l'un de l'autre :
- Le nécessaire {\displaystyle \Box } ;
- Le possible {\displaystyle \Diamond }.

{\displaystyle \Box }p signifie que p est nécessairement vrai, tandis que
{\displaystyle \Diamond }p signifie que p est possiblement vrai, c'est-à-dire compatible avec les connaissances actuelles.
Exemples :
- {\displaystyle \neg \Box } trav : il n’est pas nécessaire que les élèves travaillent ;
- {\displaystyle \neg \Diamond } trav : il n’est pas possible que les élèves travaillent ;
- {\displaystyle \Box \neg } trav : il est nécessaire que les élèves ne travaillent pas ;
- {\displaystyle \Diamond \neg } trav : il est possible que les élèves ne travaillent pas.

En logique modale aléthique (ou aristotélicienne, ou classique), nous pouvons exprimer les quatre opérateurs à l’aide d’un seul (ici la nécessité) et de la négation. Ainsi :
- Impossible est {\displaystyle \square \neg } ;
- Possible est {\displaystyle \neg \square \neg }.

Une proposition nécessaire ne peut pas être fausse sans impliquer de contradiction, a contrario d’une proposition contingente qui peut être fausse sans pour autant impliquer une contradiction.

## Différentes logiques modales
D'autres types de logiques modales sont également utilisées, dont les modes sont :
- épistémiques (relatifs à la connaissance) :
  - connu par l'agent {\displaystyle i}, noté {\displaystyle C_{i}}
  - contestable
  - exclu
  - plausible
  - connaissance commune du groupe {\displaystyle G} d'agents, notée {\displaystyle CK_{G}}
  - connaissance partagée du groupe {\displaystyle G} d'agents, notée {\displaystyle EK_{G}} (chacun sait)
- déontiques (moraux) :
  - obligatoire, noté O
  - interdit, noté I
  - permis, noté P
  - facultatif, noté F
- temporels :
  - toujours, noté {\displaystyle \Box } ou G
  - un jour, noté {\displaystyle \Diamond }, ou parfois F
  - jamais, noté {\displaystyle \neg \Diamond }
  - demain, noté X
  - jusqu'à ce que, opérateur binaire noté U
  - toujours dans le passé, noté H
  - un jour passé, noté P
- doxastiques (sur les croyances) :
  - cru, noté B
  - croyance commune du groupe {\displaystyle G} d'agents, notée {\displaystyle CB_{G}}
- contrefactuels :
  - Si A était vrai, où l'on sait qu'A n'est pas vrai.
- dynamiques (effet d'actions, notées a, sur des propositions) :
  - Il existe une exécution de a telle qu'après a, p est vrai, noté {\displaystyle \langle a\rangle p}
  - p est vrai après toute exécution de a, noté {\displaystyle [a]p}.

## Axiomes de logique modale
Chaque logique modale est munie d'une série d'axiomes qui définissent le fonctionnement des modalités.
On peut ainsi construire différents systèmes en fonction des axiomes admis.
- Le système K conçu par Kripke et appelé système normal ou de Kripke. Il admet les deux axiomes suivants :
  - (K) {\displaystyle \Box (A\rightarrow B)\rightarrow (\Box A\rightarrow \Box B)} (axiome de distribution de Kripke);
  - (RN) (ou (N) ou (NEC)) Si {\displaystyle A} est un théorème, alors {\displaystyle \Box A} aussi (règle d'inférence de nécessitation).

- Le système D, conçu par l'ajout de l'axiome (D) au système K :
  - (D) {\displaystyle \Box P\rightarrow \Diamond P} (en logique aristotélicienne, cela exprime que la nécessité implique la possibilité).

- Le système T conçu par Robert Feys en 1937 par l'ajout de l'axiome (T) au système K :
  - (T) (ou (M)): {\displaystyle P\rightarrow \Diamond P} (en logique aristotélicienne, cela exprime que le fait implique la possibilité).

- Les systèmes S4 et S5 définis par Clarence Irving Lewis.
  - Pour construire S4, on ajoute au système T l'axiome (4) :
    - (4) {\displaystyle \Box p\rightarrow \Box \Box p}.

  - Pour construire S5, on ajoute au système T l'axiome (5) :
    - (5) (ou (E)) : {\displaystyle \Diamond p\rightarrow \Box \Diamond p}.

- Le système B (ou brouwérien), conçu par Oskar Becker en 1930, par l'ajout de l'axiome (B) au système T.
  - (B) : {\displaystyle p\rightarrow \Box \Diamond p}.

On dit qu'un système est plus faible qu'un autre lorsque tout ce qui se démontre dans le premier système se démontre dans le second, mais pas réciproquement.
Ceci hiérarchise, du plus faible au plus fort, les systèmes K, T, S4 et S5. De même, K est plus faible que D et T est plus faible que B.
La suite de systèmes K à S5 forme une hiérarchie imbriquée qui compose le noyau de la logique modale normale. L'axiome (D), quant à lui, est principalement utilisé dans les logiques déontique, doxastique et épistémique.

## Modèles de la logique modale
Les modèles de Kripke, ou modèles de mondes possibles, donnent une sémantique aux logiques modales.
Un modèle de Kripke est la donnée :
- d'un ensemble non vide de mondes possibles {\displaystyle W} ;
- d'une relation binaire {\displaystyle R} entre les mondes possibles appelée relation d'accessibilité ;
- d'une valuation {\displaystyle V} qui donne une valeur de vérité à chaque variable propositionnelle dans chaque monde possible.

La sémantique d'un opérateur modal est définie à partir d'une relation d'accessibilité de la façon suivante : la formule {\displaystyle \square A} est vraie dans un monde w si, et seulement si la formule {\displaystyle A} est vraie dans tous les mondes accessibles depuis w par la relation {\displaystyle R}.

## Classification des systèmes de logique modale
Les systèmes de logiques modales sont organisés en fonction des règles d'inférence et des axiomes qui les caractérisent.

### Logiques modales classiques
Les systèmes de logique modale classiques sont ceux qui acceptent la règle d'inférence suivante :
{\displaystyle (RE){\frac {A\leftrightarrow B}{\Box A\leftrightarrow \Box B}}}
L'usage veut que l'on donne à un tel système un nom canonique du type {\displaystyle E\xi _{1}\xi _{2}\cdots \xi _{n}}, où les {\displaystyle \xi _{i}} sont les noms des axiomes du systèmes.

### Logiques modales monotones
Les systèmes de logique modale monotones sont ceux qui acceptent la règle d'inférence RM :
{\displaystyle (RM){\frac {A\to B}{\Box A\to \Box B}}}
L'ensemble des systèmes monotones est inclus dans l'ensemble des systèmes classiques.

### Logiques modales régulières
Les systèmes de logique modale réguliers sont ceux qui acceptent la règle d'inférence RR :
{\displaystyle (RR){\frac {(A\wedge B)\to C}{(\Box A\wedge \Box B)\to \Box C}}}
L'ensemble des systèmes réguliers est inclus dans l'ensemble des systèmes monotones.

### Logiques modales normales
Les systèmes de logique modale normaux sont ceux qui acceptent la règle d'inférence RK :
{\displaystyle (RK){\frac {(A_{1}\wedge \cdots A_{n})\to B}{(\Box A_{1}\wedge \cdots \Box A_{n})\to \Box B}}}
L'ensemble des systèmes normaux est inclus dans l'ensemble des systèmes réguliers.
Une définition équivalente et plus courante des systèmes normaux est la suivante : un système de logique modal est dit normal s'il comporte l'axiome (K) et accepte la règle de nécessitation (RN) comme règle d'inférence :
{\displaystyle (K)\Box (A\to B)\to (\Box A\to \Box B)}
{\displaystyle (RN){\frac {A}{\Box A}}}
Les systèmes normaux sont les plus utilisés, car ce sont ceux qui correspondent aux sémantiques de Kripke. Il est cependant possible de trouver des sémantiques pour des logiques classiques non normales, mais elles présentent en général de moins bonnes propriétés.

## Lien avec d'autres logiques
La logique intuitionniste peut être construite sur la logique aléthique comme une logique modale. La logique modale est un fragment de la logique du premier ordre.